# بابنا (اللاذقية)
بابنا قرية تابعة لقرى مركز منطقة الحفة في محافظة اللاذقية. تعتمد على زراعة الأشجار المثمرة وأهمها التفاح واللوزيات والكرمة والحبوب في الأراضي البعيدة عن بيوت القرية إلى جانب تربية الأبقار والدواجن. فيها وحدة إرشادية لصناعة السجاد ومركز صحي. تشرب من بئر ارتوازي فيها. تتصل بمدينة الحفة بطريق مزفتة طولها 5 كم.